# Audi A4 B7
Die dritte Baureihe B7 des Audi A4 wurde ab Ende 2004 ausgeliefert und offiziell noch dem Typ 8E zugeordnet. Die Neuerungen gelten als Facelift, trotzdem trägt die Baureihe intern wegen der vielen technischen und optischen Änderungen die Bezeichnung B7.
Der B7 wurde von November 2004 bis März 2008 als Audi A4 vermarktet. Von Frühjahr 2009 bis Mitte 2013 war der B7 mit verändertem Front-, Heck- und Innenraumdesign als Seat Exeo (Typbezeichnung 3R) erhältlich.

## Modellgeschichte

### Allgemeines
Die Karosserie des B7 wurde neu gestaltet. Geändert wurden Stoßfänger, Scheinwerfer und Heckleuchten. Die markanteste Änderung war der Singleframe-Kühlergrill, den dieses Modell erstmals in der Mittelklasse von Audi trug. Das Design des Innenraums war dagegen bis auf das geänderte Lenkrad, die Sitze und die Zeiger der Tachoinstrumente mit dem Vorgängermodell B6 identisch.
Des Weiteren wurde neben dem Fahrwerk, der Lenkung und den Bremsen weitere Sicherheitseinrichtungen erneuert. Das ESP von Bosch wurde von Version 5.7 auf 8.0 aufgewertet, was u. a. Fading-Kompensation, Trockenbremsen bei Regen und eine verbesserte Regelung bei Untersteuern bedeutet. Zusätzlich wurde ein neues Airbagsystem verbaut (von 8.4 auf 9.41), das unter anderem über einen zweistufigen Fahrer-/Beifahrerairbag und eine Sitzbelegungserkennung verfügt. Dadurch werden Airbags nur dann gezündet, wenn der Sitz belegt ist und die Gasfüllung der Aufprallgeschwindigkeit angepasst. Der Audi A4 ist serienmäßig mit Frontantrieb ausgestattet. In Verbindung mit einigen Motoren war das Allradsystem quattro erhältlich. Bei den S/RS-Varianten war der Allradantrieb serienmäßig.
Die Liste der Serien- und Sonderausstattung blieb nahezu unverändert. Lediglich das in Verbindung mit Xenonlicht bestellbare optionale Kurvenlicht adaptive light (erst ab Modellpflege 2004), der Regensensor und die automatisch öffnende Gepäckraumklappe für die Limousine waren neu im Ausstattungsprogramm.

### Karosserievarianten
Von Anfang an wurden die Limousine und der Kombi angeboten. Das Cabrio auf Basis des B7 wurde etwa ein Jahr nach Einführung von Limousine und Avant auf der IAA 2005 vorgestellt und ab Januar 2006 ausgeliefert.

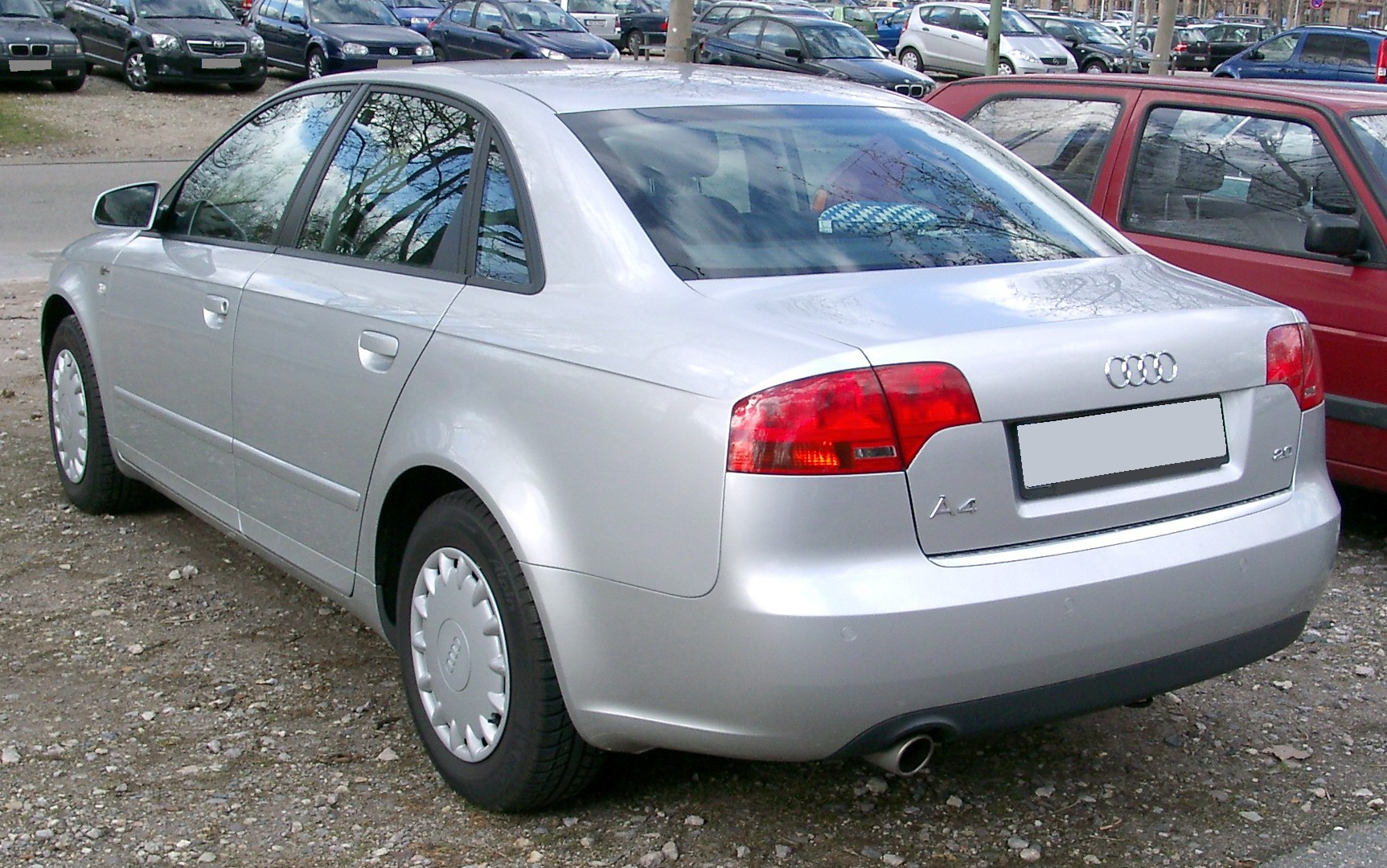
Limousine
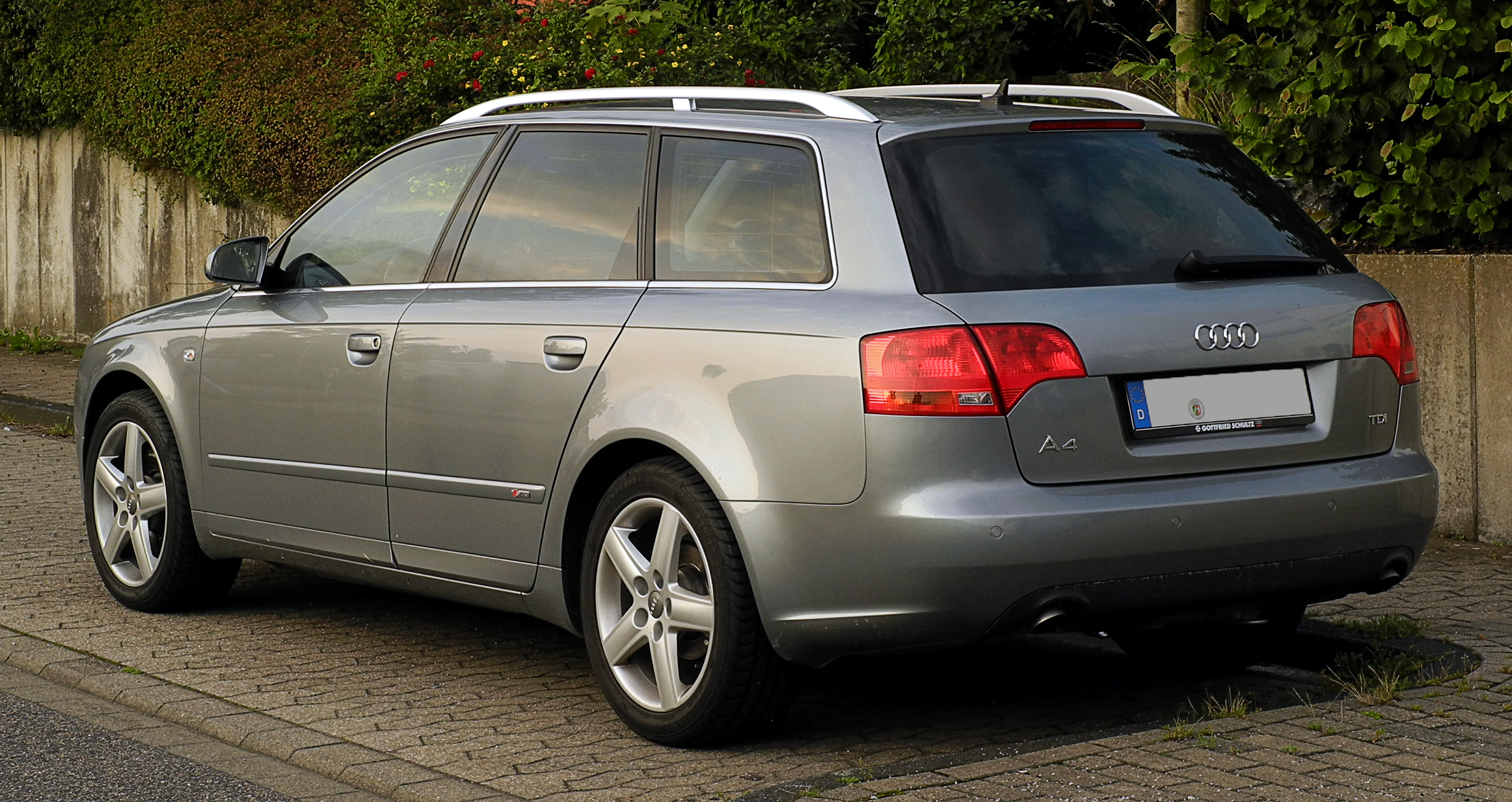
Audi A4 Avant (2004–2008)
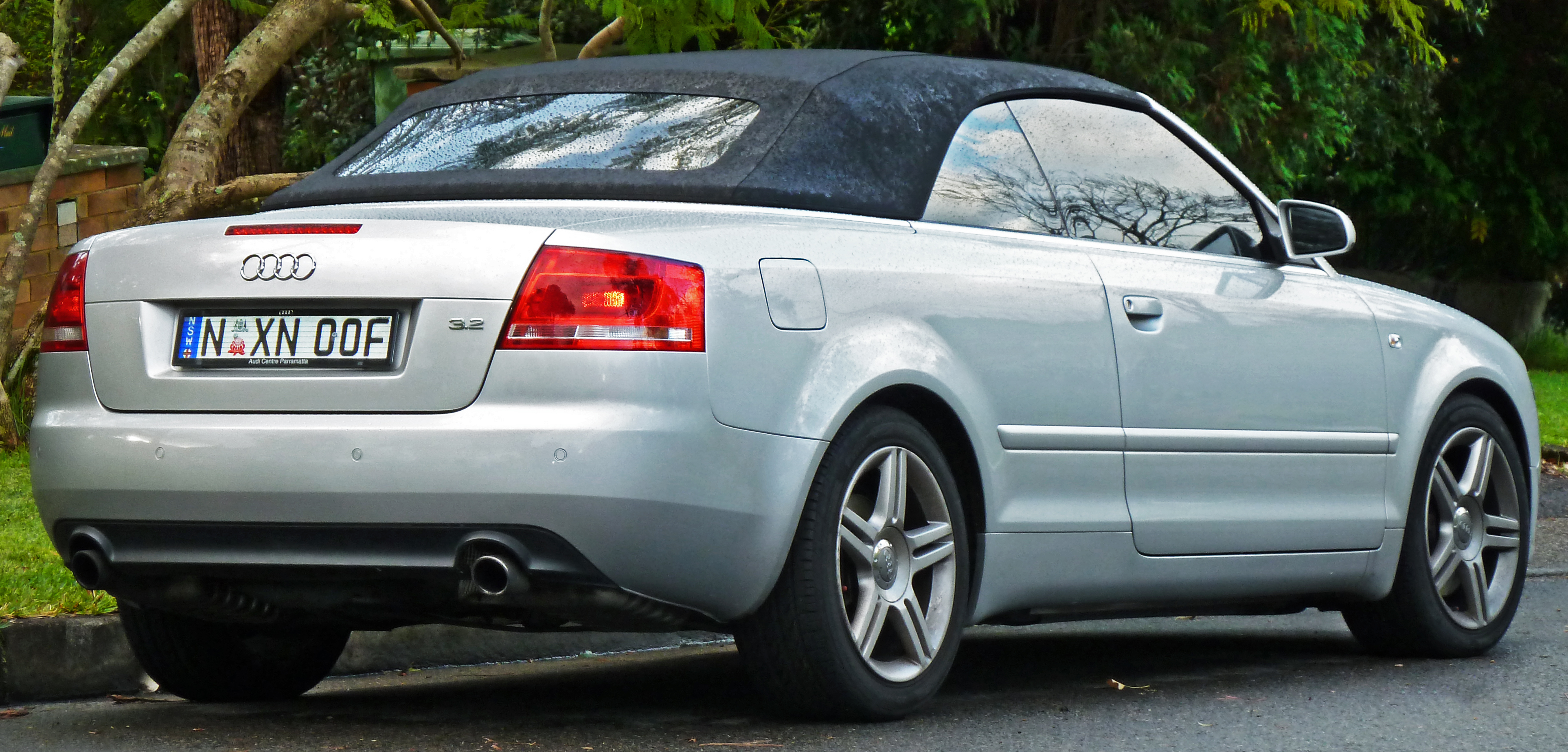
Audi A4 Cabriolet (2006–2009)

### Motoren
Auch die Motorenpalette wurde aktualisiert (vgl. Motoren) und ein neuer 2-Liter-Ottomotor mit Turboaufladung und Benzindirekteinspritzung eingesetzt, der 147 kW (200 PS) leistete. Dieser Motor ersetzte den stärksten 1,8-Liter-Ottomotor des Vorgängers und wurde später in zwei weiteren Leistungsstufen angeboten. Zwei neue 2-Liter-Dieselmotoren mit 103 und 125 kW (140 und 170 PS) ersetzten den stärksten Vierzylinder-Diesel aus der alten Baureihe.
Bei den Sechszylindern kamen ein neu entwickelter 3,2-Liter-Otto- und ein 3-Liter-Dieselmotor zum Einsatz, die beide über einen wartungsfreien Nockenwellenantrieb durch eine Steuerkette verfügten. Der V6-Ottomotor mit Benzindirekteinspritzung leistete 188 kW (255 PS) und ersetzte die beiden Sechszylinder-Ottomotoren aus der alten Baureihe. Der neue 3.0 TDI leistete zunächst 150 kW (204 PS), später wurde die Leistung auf 171 kW (233 PS) angehoben. Der neue V6-Diesel mit Common-Rail-Einspritzung arbeitete laufruhiger als sein 2,5-l-Pendant mit Verteilereinspritzpumpe aus dem Vorgänger, das im B7 noch einige Zeit angeboten wurde. Der 2.5 TDI wurde später durch eine 2,7-Liter-Variante mit 132 kW (180 PS) auf Basis des neuen Dreiliter-Motors ersetzt.

## Bauzeit
- Limousine: November 2004 bis September 2007
- Kombi ('Avant'): November 2004 bis März 2008
- Cabriolet: Januar 2006 bis Februar 2009[4]

Bis Ende Juni 2007 wurden rund 800.000 B7 produziert. Etwa die Hälfte davon waren Kombis.

## Modellpflege
Der B7 erfuhr nur wenige Änderungen. Die Dieselmotoren konnten bis Ende 2005 gegen Aufpreis mit einem Rußpartikelfilter, bei Audi als DPF (Dieselpartikelfilter) bezeichnet, ausgestattet werden; seit Anfang 2006 ist der Filter serienmäßig.
Neben Änderungen in der Motorenpalette wurden ab Mitte 2006 einige Details geändert. So wurde eine neue Radio-Generation verbaut, die kein Kassettendeck mehr hat, sondern eine MP3-Abspielfunktion. Das „kleine“ Navigationssystem (BNS 5.0) wird über den monochromen 6-Zoll-Bildschirm des neuen Radios bedient, der auch die Navigationshinweise darstellt (zuvor wurde dies nur über das Kombiinstrument realisiert). Das „große“ Navigationssystem (RNS-E) blieb unverändert. Die Bedienschalter über dem Radio wurden durch eine Chromleiste ergänzt.
Die aufpreispflichtigen Sportpakete S line enthielten nun neue Scheinwerfer mit weißem Blinkerglas. Bei den S- und RS-Modellen war dies serienmäßig. Die Cabriolet-Varianten erhielten Mitte 2007 die geänderten Scheinwerfer.
Anfang 2007 stellte Audi im Zuge der Debatte zur globalen Erwärmung das Modell 2.0 TFSI e vor. Das e steht dabei für economy (englisch: wirtschaftlich). Das Modell hat
- eine Schaltanzeige im Tachoinstrument,
- einen lang übersetzten sechsten Gang,
- eine Motorhaube aus Aluminium,
- Leichtlaufreifen und
- Aerodynamik-Anbauteile (S line Exterieurpaket genannt).[6][7]

Der auf 125 kW (170 PS) gedrosselte 2-Liter-Turbomotor soll durch diese Maßnahmen 169 g CO2/km (Limousine) bzw. 171 g CO2/km (Avant) emittieren.
Ab Mitte 2007 war das Modell 1.9 TDI e erhältlich, das gegenüber der normalen Variante ein 6-Gang-Getriebe hatte und die oben genannten Veränderungen des TFSI e enthielt.

## Modellvarianten
Die Variante S4 war mit Einführung dieses Modells erhältlich und leistete wie im Vorgänger 253 kW (344 PS) in allen drei Karosserievarianten.
Mitte 2005 erschien die A4 DTM Edition, die nur als Limousine und mit einem 2,0-l-Turbomotor mit 162 kW (220 PS) erhältlich war. Die diesem Modell vorbehaltene Optik sollte an die Audi-Erfolge in der DTM erinnern. Darüber hinaus gab es noch die Le Mans Edition.
Ab Herbst 2005 war der bereits im März auf dem Genfer Auto-Salon präsentierte und besonders sportlich ausgelegte RS4 mit 309 kW (420 PS) als Limousine zu Preisen ab ca. 69.900 Euro erhältlich. Ab Mitte 2006 wurde dieses Modell auch als Avant und Cabriolet angeboten. Neben deutlich mehr Motorleistung hatte diese Variante eine etwas sportlichere Optik.

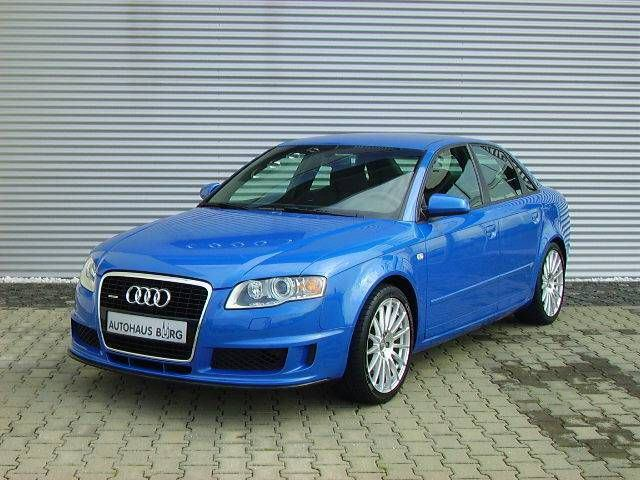
Audi A4 DTM Edition (2005)
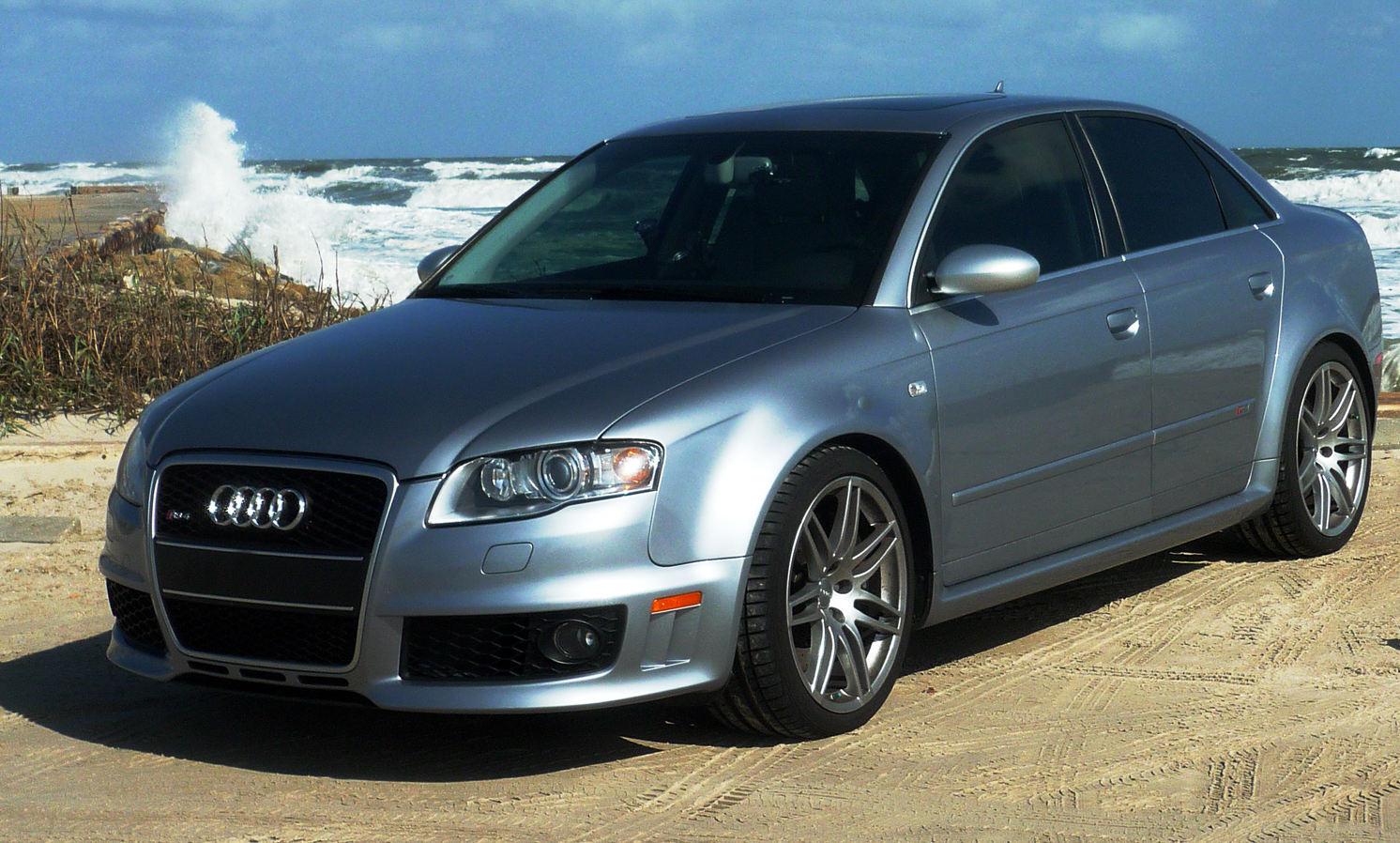
Audi RS4 Limousine (2007)

## Motorisierungen

### Ottomotoren
|                                             | 1.6                   | 1.8 T                                         | 2.0                      | 2.0 TFSI e                 | 2.0 TFSI                                    | 2.0 TFSI                                      | 3.2 FSI                            | S4                        | RS4                   |                 |                 |                 |
| Bauzeitraum                                 | 11/2004–03/2008       | 11/2004–03/2008                               | 11/2004–03/2008          | 10/2006–03/2008            | 11/2004–02/2009                             | 06/2005–03/2008                               | 11/2004–02/2009                    | 11/2004–02/2009           | 09/2005–02/2009       |                 |                 |                 |
| Motorkenndaten                              |                       |                                               |                          |                            |                                             |                                               |                                    |                           |                       |                 |                 |                 |
| Motorkennbuchstaben                         | ALZ                   | BFB                                           | ALT                      | BPJ                        | BGB / BWE                                   | BUL                                           | AUK                                | BBK                       | BNS                   |                 |                 |                 |
| Motortyp                                    | Ottomotor             | Ottomotor                                     | Ottomotor                | Ottomotor                  | Ottomotor                                   | Ottomotor                                     | Ottomotor                          | Ottomotor                 | Ottomotor             |                 |                 |                 |
| Motorbauform                                | R4                    | R4                                            | R4                       | R4                         | R4                                          | R4                                            | V6                                 | V8                        | V8                    |                 |                 |                 |
| Anzahl Ventile pro Zylinder                 | 2                     | 5                                             | 5                        | 4                          | 4                                           | 4                                             | 4                                  | 5                         | 4                     |                 |                 |                 |
| Ventilsteuerung                             | OHC                   | DOHC                                          | DOHC                     | DOHC                       | DOHC                                        | DOHC                                          | DOHC                               | DOHC                      | DOHC                  |                 |                 |                 |
| Nockenwellenantrieb                         | Zahnriemen            | Zahnriemen                                    | Zahnriemen / Steuerkette | Zahnriemen / Steuerkette   | Zahnriemen / Steuerkette                    | Zahnriemen / Steuerkette                      | Steuerkette                        | Steuerkette               | Steuerkette           |                 |                 |                 |
| Gemischaufbereitung                         | Saugrohreinspritzung  | Saugrohreinspritzung                          | Saugrohreinspritzung     | Direkteinspritzung         | Direkteinspritzung                          | Direkteinspritzung                            | Direkteinspritzung                 | Saugrohreinspritzung      | Direkteinspritzung    |                 |                 |                 |
| Motoraufladung                              | –                     | Turbolader, Ladeluftkühler                    | –                        | Turbolader, Ladeluftkühler | Turbolader, Ladeluftkühler                  | Turbolader, Ladeluftkühler                    | –                                  | –                         | –                     |                 |                 |                 |
| Kühlung                                     | Wasserkühlung         | Wasserkühlung                                 | Wasserkühlung            | Wasserkühlung              | Wasserkühlung                               | Wasserkühlung                                 | Wasserkühlung                      | Wasserkühlung             | Wasserkühlung         |                 |                 |                 |
| Bohrung × Hub                               | 81,0 mm × 77,4 mm     | 81,0 mm × 86,4 mm                             | 82,5 mm × 92,8 mm        | 82,5 mm × 92,8 mm          | 82,5 mm × 92,8 mm                           | 82,5 mm × 92,8 mm                             | 84,5 mm × 92,8 mm                  | 84,5 mm × 92,8 mm         | 84,5 mm × 92,8 mm     |                 |                 |                 |
| Hubraum                                     | 1595 cm³              | 1781 cm³                                      | 1984 cm³                 | 1984 cm³                   | 1984 cm³                                    | 1984 cm³                                      | 3123 cm³                           | 4163 cm³                  | 4163 cm³              |                 |                 |                 |
| Verdichtungsverhältnis                      | 10,3 : 1              | 9,3 : 1                                       | 10,3 : 1                 | 10,3 : 1                   | 10,5 : 1                                    | 10,5 : 1                                      | 12,5 : 1                           | 11,0 : 1                  | 12,5 : 1              |                 |                 |                 |
| max. Leistung bei min−1                     | 75 kW (102 PS)/ 5600  | 120 kW (163 PS)/ 5700                         | 96 kW (130 PS)/ 5700     | 125 kW (170 PS)/ 4300–6000 | 147 kW (200 PS)/ 5100–6000                  | 162 kW (220 PS)/ 5900–6100                    | 188 kW (256 PS)/ 6500              | 253 kW (344 PS)/ 7000     | 309 kW (420 PS)/ 7800 |                 |                 |                 |
| max. Drehmoment bei min−1                   | 148 Nm/ 3800          | 225 Nm/ 1950–4700                             | 195 Nm/ 3300             | 280 Nm/ 1800–4200          | 280 Nm/ 1800–5000                           | 300 Nm/ 2200–4000                             | 330 Nm/ 3250                       | 410 Nm/ 3500              | 430 Nm/ 5500          |                 |                 |                 |
| Kraftübertragung                            |                       |                                               |                          |                            |                                             |                                               |                                    |                           |                       |                 |                 |                 |
| Antrieb, serienmäßig                        | Vorderradantrieb      | Vorderradantrieb                              | Vorderradantrieb         | Vorderradantrieb           | Vorderradantrieb                            | Vorderradantrieb                              | Vorderradantrieb                   | Quattro-Antrieb           | Quattro-Antrieb       | Quattro-Antrieb | Quattro-Antrieb | Quattro-Antrieb |
| Antrieb, optional                           | –                     | Quattro-Antrieb                               | –                        | –                          | Quattro-Antrieb                             | Quattro-Antrieb                               | Quattro-Antrieb                    | –                         | –                     |                 |                 |                 |
| Getriebe, serienmäßig                       | 5-Gang-Schaltgetriebe | 5-Gang-Schaltgetriebe [6-Gang-Schaltgetriebe] | 5-Gang-Schaltgetriebe    | 6-Gang-Schaltgetriebe      | 6-Gang-Schaltgetriebe                       | 6-Gang-Schaltgetriebe [6-Gang-Schaltgetriebe] | 6-Gang-Schaltgetriebe              | 6-Gang-Schaltgetriebe     | 6-Gang-Schaltgetriebe |                 |                 |                 |
| Getriebe, optional                          | –                     | Multitronic                                   | Multitronic              | –                          | Multitronic [6-Stufen Tiptronic]            | –                                             | [6-Stufen Tiptronic]               | 6-Stufen Tiptronic        | –                     |                 |                 |                 |
| Messwerte (Limousine)                       |                       |                                               |                          |                            |                                             |                                               |                                    |                           |                       |                 |                 |                 |
| Höchstgeschwindigkeit                       | 190 km/h              | 228 km/h (223 km/h) [226 km/h]                | 212 km/h (205 km/h)      | 230 km/h                   | 241 km/h (235 km/h) [238 km/h] [(235 km/h)] | 247 km/h [244 km/h]                           | (250 km/h) [250 km/h] [(250 km/h)] | [250 km/h] [(250 km/h)]   | [250 km/h]            |                 |                 |                 |
| Beschleunigung, 0–100 km/h                  | 12,6 s                | 8,6 s (8,6 s) [8,7 s]                         | 9,9 s (10,4 s)           | 8,3 s                      | 7,3 s (7,3 s) [7,2 s] [(7,7 s)]             | 7,1 s [6,9 s]                                 | (6,8 s) [6,4 s] [(6,9 s)]          | [5,6 s] [(5,8 s)]         | [4,8 s]               |                 |                 |                 |
| Kraftstoffverbrauch auf 100 km (kombiniert) | 7,7 l S               | 8,2 l S (8,2 l S) [9,2 l S]                   | 8,0 l S (7,9 l S)        | 7,1 l S                    | 8,0 l SP (8,1 l SP) [8,8 l SP] [(9,4 l SP)] | 8,0 l SP [9,0 l SP]                           | (9,5 l S) [10,5 l S] [(10,7 l S)]  | [13,3 l SP] [(12,3 l SP)] | [13,7 l SP]           |                 |                 |                 |
| CO2-Emissionen (kombiniert)                 | 185 g/km              | 197 g/km (197 g/km) [221 g/km]                | 192 g/km (190 g/km)      | 169 g/km                   | 185 g/km (194 g/km) [211 g/km] [(226 g/km)] | 194 g/km [216 g/km]                           | (227 g/km) [250 g/km] [(257 g/km)] | [321 g/km] [(295 g/km)]   | [329 g/km]            |                 |                 |                 |
| Messwerte (Avant)                           |                       |                                               |                          |                            |                                             |                                               |                                    |                           |                       |                 |                 |                 |
| Höchstgeschwindigkeit                       | 186 km/h              | 225 km/h (220 km/h) [223 km/h]                | 208 km/h (202 km/h)      | 225 km/h                   | 235 km/h (230 km/h) [233 km/h] [(230 km/h)] | 241 km/h [238 km/h]                           | (245 km/h) [250 km/h] [(247 km/h)] | [250 km/h] [(250 km/h)]   | [250 km/h]            |                 |                 |                 |
| Beschleunigung, 0–100 km/h                  | 13,0 s                | 8,8 s (8,9 s) [8,9 s]                         | 10,1 s (10,4 s)          | 8,6 s                      | 7,6 s (7,6 s) [7,5 s] [(8,0 s)]             | 7,4 s [7,1 s]                                 | (7,0 s) [6,6 s] [(7,1 s)]          | [5,8 s] [(5,9 s)]         | [4,9 s]               |                 |                 |                 |
| Kraftstoffverbrauch auf 100 km (kombiniert) | 7,8 l S               | 8,3 l S (8,3 l S) [9,2 l S]                   | 8,0 l S (8,0 l S)        | 7,2 l S                    | 7,8 l SP (8,1 l SP) [8,8 l SP] [(9,5 l SP)] | 8,2 l SP [9,0 l SP]                           | (9,6 l S) [10,6 l S] [(10,7 l S)]  | [13,4 l SP] [(12,3 l SP)] | [13,5 l SP]           |                 |                 |                 |
| CO2-Emissionen (kombiniert)                 | 187 g/km              | 199 g/km (199 g/km) [221 g/km]                | 192 g/km (192 g/km)      | 171 g/km                   | 186 g/km (194 g/km) [209 g/km] [(228 g/km)] | 194 g/km [214 g/km]                           | (230 g/km) [252 g/km] [(257 g/km)] | [322 g/km] [(295 g/km)]   | [324 g/km]            |                 |                 |                 |
| Messwerte (Cabriolet)                       |                       |                                               |                          |                            |                                             |                                               |                                    |                           |                       |                 |                 |                 |
| Höchstgeschwindigkeit                       | –                     | 226 km/h (219 km/h)                           | –                        | –                          | 238 km/h (232 km/h)                         | –                                             | (250 km/h) [250 km/h] [(250 km/h)] | [250 km/h] [(250 km/h)]   | [250 km/h]            |                 |                 |                 |
| Beschleunigung, 0–100 km/h                  | –                     | 9,4 s (9,3 s)                                 | –                        | –                          | 7,9 s (8,1 s)                               | –                                             | (7,2 s) [6,8 s] [(7,4 s)]          | [5,9 s] [(6,2 s)]         | [4,9 s]               |                 |                 |                 |
| Kraftstoffverbrauch auf 100 km (kombiniert) | –                     | 8,3 l S (8,5 l S)                             | –                        | –                          | 8,3 l SP (8,4 l SP)                         | –                                             | (9,6 l S) [11,0 l S] [(11,1 l S)]  | [13,8 l SP] [(12,6 l SP)] | [13,9 l SP]           |                 |                 |                 |
| CO2-Emissionen (kombiniert)                 | –                     | 199 g/km (204 g/km)                           | –                        | –                          | 199 g/km (199 g/km)                         | –                                             | (229 g/km) [264 g/km] [(266 g/km)] | [331 g/km] [(302 g/km)]   | [324 g/km]            |                 |                 |                 |

1. ↑  Zunächst nur in der A4 DTM Edition als Limousine erhältlich, ab Mai 2006 auch für Limousine bzw. Avant erhältlich
2. 1 2 3  Werte in runden Klammern „( )“ für Automatikgetriebe und in eckigen Klammern „[ ]“ für Allradantrieb

- Die Verfügbarkeit der Motoren war von Modell, Ausstattung und Markt abhängig.

### Dieselmotoren
|                                             | 1.9 TDI                    | 1.9 TDI e                  | 2.0 TDI                        | 2.0 TDI                    | 2.0 TDI                    | 2.5 TDI                    | 2.5 TDI                    | 2.7 TDI                    | 3.0 TDI                    | 3.0 TDI                    |
| Bauzeitraum                                 | 11/2004–03/2008            | 05/2007–03/2008            | 11/2004–03/2009                | 11/2004–12/2005            | 01/2006–03/2008            | 11/2004–12/2005            | 11/2004–12/2005            | 01/2006–03/2008            | 11/2004–12/2005            | 01/2006–03/2008            |
| Motorkenndaten                              |                            |                            |                                |                            |                            |                            |                            |                            |                            |                            |
| Motorkennbuchstaben                         | BKE / BRB                  |                            | BPW                            | BLB / BRE                  | BRD                        | BCZ                        | BDG                        | BPP                        | BKN                        | ASB                        |
| Motortyp                                    | Dieselmotor                | Dieselmotor                | Dieselmotor                    | Dieselmotor                | Dieselmotor                | Dieselmotor                | Dieselmotor                | Dieselmotor                | Dieselmotor                | Dieselmotor                |
| Motorbauform                                | R4                         | R4                         | R4                             | R4                         | R4                         | V6                         | V6                         | V6                         | V6                         | V6                         |
| Anzahl Ventile pro Zylinder                 | 2                          | 2                          | 2                              | 4                          | 4                          | 4                          | 4                          | 4                          | 4                          | 4                          |
| Ventilsteuerung                             | OHC                        | OHC                        | OHC                            | DOHC                       | DOHC                       | DOHC                       | DOHC                       | DOHC                       | DOHC                       | DOHC                       |
| Nockenwellenantrieb                         | Zahnriemen                 | Zahnriemen                 | Zahnriemen                     | Zahnriemen                 | Zahnriemen                 | Zahnräder / Zahnriemen     | Zahnräder / Zahnriemen     | Zahnräder / Steuerkette    | Zahnräder / Steuerkette    | Zahnräder / Steuerkette    |
| Gemischaufbereitung                         | Pumpe-Düse-System          | Pumpe-Düse-System          | Pumpe-Düse-System              | Pumpe-Düse-System          | Pumpe-Düse-System          | Verteilereinspritzpumpe    | Verteilereinspritzpumpe    | Common-Rail-Einspritzung   | Common-Rail-Einspritzung   | Common-Rail-Einspritzung   |
| Motoraufladung                              | Turbolader, Ladeluftkühler | Turbolader, Ladeluftkühler | Turbolader, Ladeluftkühler     | Turbolader, Ladeluftkühler | Turbolader, Ladeluftkühler | Turbolader, Ladeluftkühler | Turbolader, Ladeluftkühler | Turbolader, Ladeluftkühler | Turbolader, Ladeluftkühler | Turbolader, Ladeluftkühler |
| Kühlung                                     | Wasserkühlung              | Wasserkühlung              | Wasserkühlung                  | Wasserkühlung              | Wasserkühlung              | Wasserkühlung              | Wasserkühlung              | Wasserkühlung              | Wasserkühlung              | Wasserkühlung              |
| Bohrung × Hub                               | 79,5 mm × 95,5 mm          | 79,5 mm × 95,5 mm          | 81,0 mm × 95,5 mm              | 81,0 mm × 95,5 mm          | 81,0 mm × 95,5 mm          | 78,3 mm × 86,4 mm          | 78,3 mm × 86,4 mm          | 83,0 mm × 83,1 mm          | 83,0 mm × 91,4 mm          | 83,0 mm × 91,4 mm          |
| Hubraum                                     | 1896 cm³                   | 1896 cm³                   | 1968 cm³                       | 1968 cm³                   | 1968 cm³                   | 2496 cm³                   | 2496 cm³                   | 2698 cm³                   | 2967 cm³                   | 2967 cm³                   |
| Verdichtungsverhältnis                      | 19,0 : 1                   | 19,0 : 1                   | 18,0 : 1                       | 18,0 : 1                   | 18,0 : 1                   | 18,0 : 1                   | 18,0 : 1                   | 17,0 : 1                   | 17,0 : 1                   | 17,0 : 1                   |
| max. Leistung bei min−1                     | 85 kW (115 PS)/ 4000       | 85 kW (115 PS)/ 4000       | 103 kW (140 PS)/ 4000          | 103 kW (140 PS)/ 4000      | 125 kW (170 PS)/ 4200      | 120 kW (163 PS)/ 4000      | 120 kW (163 PS)/ 4000      | 132 kW (180 PS)/ 3300–4250 | 150 kW (204 PS)/ 3500–4500 | 171 kW (233 PS)/ 3500–4000 |
| max. Drehmoment bei min−1                   | 285 Nm/ 1900               | 285 Nm/ 1900               | 320 Nm/ 1750–2500              | 320 Nm/ 1750–2500          | 350 Nm/ 1750–2500          | 310 Nm/ 1400–3600          | 350 Nm/ 1500–3000          | 380 Nm/ 1400–3300          | 450 Nm/ 1400–3150          | 450 Nm/ 1400–3250          |
| Kraftübertragung                            |                            |                            |                                |                            |                            |                            |                            |                            |                            |                            |
| Antrieb, serienmäßig                        | Vorderradantrieb           | Vorderradantrieb           | Vorderradantrieb               | Vorderradantrieb           | Vorderradantrieb           | Vorderradantrieb           | Vorderradantrieb           | Vorderradantrieb           | Quattro-Antrieb            | Quattro-Antrieb            |
| Antrieb, optional                           | –                          | –                          | Quattro-Antrieb                | –                          | Quattro-Antrieb            | –                          | –                          | –                          | –                          | –                          |
| Getriebe, serienmäßig                       | 5-Gang-Schaltgetriebe      | 6-Gang-Schaltgetriebe      | 6-Gang-Schaltgetriebe          | 6-Gang-Schaltgetriebe      | 6-Gang-Schaltgetriebe      | Multitronic                | 6-Gang-Schaltgetriebe      | 6-Gang-Schaltgetriebe      | 6-Gang-Schaltgetriebe      | 6-Gang-Schaltgetriebe      |
| Getriebe, optional                          | –                          | –                          | Multitronic                    | Multitronic                | –                          | –                          | –                          | Multitronic                | 6-Stufen-Tiptronic         | 6-Stufen-Tiptronic         |
| Messwerte (Limousine)                       |                            |                            |                                |                            |                            |                            |                            |                            |                            |                            |
| Höchstgeschwindigkeit                       | 201 km/h                   | 201 km/h                   | 212 km/h (206 km/h) [207 km/h] | 212 km/h (206 km/h)        | 228 km/h [226 km/h]        | (219 km/h)                 | 227 km/h                   | 230 km/h (224 km/h)        | 235 km/h [(233 km/h)]      | 245 km/h [(244 km/h)]      |
| Beschleunigung, 0–100 km/h                  | 11,2 s                     | 11,2 s                     | 9,7 s (9,8 s) [9,7 s]          | 9,7 s (9,8 s)              | 8,6 s [8,5 s]              | (8,9 s)                    | 8,8 s                      | 8,4 s (8,4 s)              | 7,2 s [(7,7 s)]            | 6,8 s [(7,5 s)]            |
| Kraftstoffverbrauch auf 100 km (kombiniert) | 5,6 l D                    | 5,4 l D                    | 6,0 l D (6,1 l D) [6,6 l D]    | 5,7 l D (5,8 l D)          | 5,8 l D [6,7 l D]          | (6,8 l D)                  | 6,8 l D                    | 6,7 l D (6,8 l D)          | 7,6 l D [(8,2 l D)]        | 7,8 l D [(8,5 l D)]        |
| CO2-Emissionen (kombiniert)                 | 151–154 g/km               | 137 g/km                   | 159 g/km (165 g/km) [176 g/km] | 153 g/km (150 g/km)        | 154 g/km [177 g/km]        | (184 g/km)                 | 184 g/km                   | 179 g/km (179 g/km)        | 204 g/km [(220 g/km)]      | 204 g/km [(223 g/km)]      |
| Messwerte (Avant)                           |                            |                            |                                |                            |                            |                            |                            |                            |                            |                            |
| Höchstgeschwindigkeit                       | 197 km/h                   | 197 km/h                   | 207 km/h (201 km/h) [203 km/h] | 207 km/h (201 km/h)        | 222 km/h [216 km/h]        | (217 km/h)                 | 224 km/h                   | 224 km/h (217 km/h)        | 231 km/h [(229 km/h)]      | 241 km/h [(240 km/h)]      |
| Beschleunigung, 0–100 km/h                  | 11,5 s                     | 11,5 s                     | 9,9 s (10,2 s) [10,0 s]        | 9,9 s (10,2 s)             | 8,8 s [8,8 s]              | (9,2 s)                    | 9,0 s                      | 8,6 s (8,6 s)              | 7,4 s [(7,9 s)]            | 7,0 s [(7,5 s)]            |
| Kraftstoffverbrauch auf 100 km (kombiniert) | 5,8 l D                    | 5,3 l D                    | 6,1 l D (6,1 l D) [6,7 l D]    | 6,1 l D (6,3 l D)          | 5,8 l D [6,8 l D]          | (6,9 l D)                  | 6,9 l D                    | 6,8 l D (6,8 l D)          | 7,5 l D [(8,2 l D)]        | 7,6 l D [(8,4 l D)]        |
| CO2-Emissionen (kombiniert)                 | 157–159 g/km               | 139 g/km                   | 162 g/km (165 g/km) [178 g/km] | 161 g/km (166 g/km)        | 154 g/km [179 g/km]        | (186 g/km)                 | 186 g/km                   | 182 g/km (179 g/km)        | 202 g/km [(223 g/km)]      | 204 g/km [(226 g/km)]      |
| Messwerte (Cabriolet)                       |                            |                            |                                |                            |                            |                            |                            |                            |                            |                            |
| Höchstgeschwindigkeit                       | –                          | –                          | 207 km/h (201 km/h)            | –                          | –                          | –                          | –                          | (222 km/h)                 | –                          | 242 km/h [(242 km/h)]      |
| Beschleunigung, 0–100 km/h                  | –                          | –                          | 10,4 s (10,6 s)                | –                          | –                          | –                          | –                          | (9,0 s)                    | –                          | 7,3 s [(7,8 s)]            |
| Kraftstoffverbrauch auf 100 km (kombiniert) | –                          | –                          | 6,4 l D (6,5 l D)              | –                          | –                          | –                          | –                          | (7,1 l D)                  | –                          | 7,9 l D [(8,4 l D)]        |
| CO2-Emissionen (kombiniert)                 | –                          | –                          | 172 g/km (175 g/km)            | –                          | –                          | –                          | –                          | (186 g/km)                 | –                          | 209 g/km [(223 g/km)]      |
| Abgasnachbehandlung, PM                     |                            |                            |                                |                            |                            |                            |                            |                            |                            |                            |
| Dieselrußpartikelfilter                     | mit oder ohne              | nur mit                    | nur mit                        | nur ohne                   | nur mit                    | nur ohne                   | nur ohne                   | nur mit                    | mit oder ohne              | nur mit                    |

1. ↑  Für einige Exportstaaten 100 kW (136 PS)
2. ↑  Für einige Exportstaaten 120 kW (163 PS)
3. ↑  Für einige Exportstaaten 120 kW (163 PS)
4. 1 2 3  Werte in runden Klammern „( )“ für Automatikgetriebe und in eckigen Klammern „[ ]“ für Allradantrieb

- Die Verfügbarkeit der Motoren war von Modell, Ausstattung und Markt abhängig.

## Neuzulassungen
Neuzulassungen in Deutschland für den Audi A4/S4 im Zeitraum 2004 bis 2008:
| Jahr | Neuzulassungen |
| ---- | -------------- |
| 2008 | 98.714         |
| 2007 | 84.092         |
| 2006 | 96.410         |
| 2005 | 100.896        |
| 2004 | 97.287         |

## Trivia
- Erstmals in der Geschichte der A4-Baureihe wird mit dem B7 auch ein Regensensor angeboten.
- Fahrzeuge mit Xenonscheinwerfer sind serienmäßig mit Halogen-Tagfahrlicht-Lampen ausgestattet.
- Die Ellipsoid-Halogenscheinwerfer wurden durch Scheinwerfer mit Reflektortechnik ersetzt.
- Die Diesel-Varianten zeigen im Gegensatz zum Vorgänger B6 wieder ihre Auspuffendrohre.
- Gegenüber dem vorherigen Modell verfügen die S-Varianten über vier ovale Auspuffendrohre.
- Der B7 ist um 39 mm länger und 6 mm breiter als der B6.
- Der Kraftstofftank fasst wie im Vorgänger 70 Liter bei Modellen mit Frontantrieb. Das Tankvolumen bei quattro-Fahrzeugen beträgt 63 l.
- Einen Weltrekord mit einem durch Biogas angetriebenen A4 dieser Baureihe stellte am 23. Oktober 2008 der Tuning-Experte Alfons Hohenester auf. Auf der Teststrecke in Papenburg erreichte das 528 PS (ca. 388 kW) starke Fahrzeug eine maximale Geschwindigkeit von 327,2 km/h.[18] Als Motor kam der 2,7-l-V6-Motor mit zwei Turboladern aus dem RS4 der B5-Baureihe zum Einsatz, der für diesen Einsatz auf 3,0 Liter Hubraum aufgebohrt und für den Betrieb mit hochkonzentriertem Biogas optimiert wurde.[19] Initiiert wurde die Weltrekordfahrt vom Gaskompetenzzentrum des TÜV Rheinland.
- Ende 2008 wurden die Produktionsanlagen innerhalb von acht Wochen mit 1200 Lkw-Ladungen in das spanische Martorell verfrachtet. Dort wurden sie bis 2013 für die Fabrikation des weitgehend baugleichen Seat Exeo genutzt.[1]